# McFish

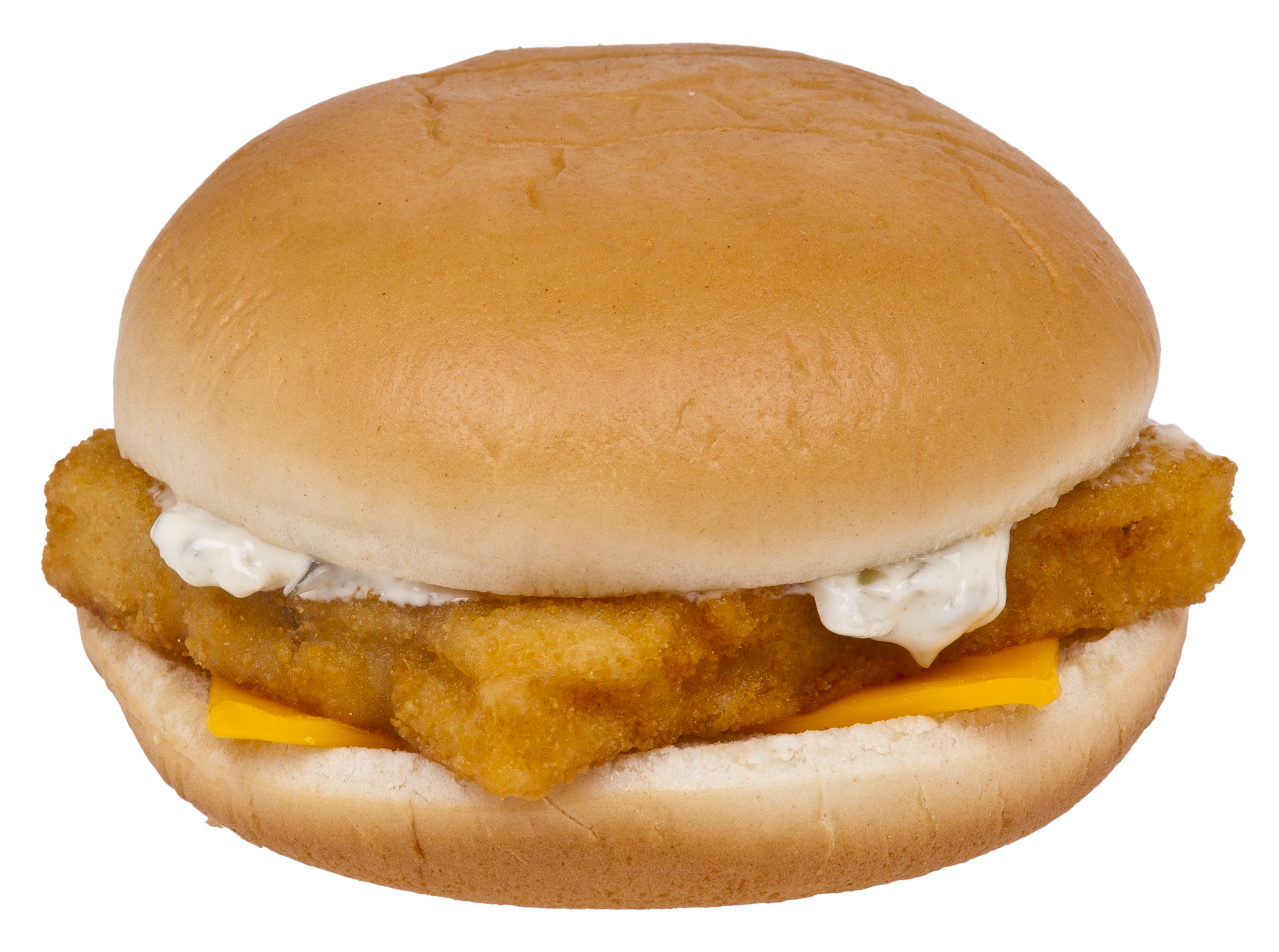
McFish

O McFish (conhecido como Filet-O-Fish em algumas regiões) é um tradicional sanduíche da rede de lanchonetes McDonald's. Ele é composto por um pão, do tipo regular (sem gergelim), molho de base do tipo tártaro e um pedaço de filé de peixe.
O McFish também possui uma versão dupla, com nome de Duplo McFish, onde acrescenta-se mais um pedaço de filé de peixe, com uma fatia de queijo a mais entre os filés de peixe.
O McFish foi criado em 1962 por Lou Groen, em Cincinnati, para satisfazer as necessidades dos clientes católicos do seu McDonald's, que não comiam hambúrgueres às sextas-feiras.
O McFish saiu do cardápio nas lojas do Brasil no final de 2019, voltando após muitos pedidos, em 2024, como edição limitada junto com pré-venda. O lanche, acompanhado de batatas rústicas com molho tártaro, foi relançado em 25 de fevereiro de 2025 e ficará disponível por tempo limitado.